# Tamara Tichonowa
Tamara Iwanowna Tichonowa z d. Wołkowa (ros. Тамара Ивановна Тихонова z d. Волкова, ur. 13 czerwca 1964 w Kowalowie) – radziecka biegaczka narciarska, trzykrotna medalistka olimpijska oraz pięciokrotna medalistka mistrzostw świata.

## Kariera
Startowała na igrzyskach olimpijskich w Calgary w 1988 r. Były to jej pierwsze i ostatnie igrzyska. Zwyciężyła tam na dystansie 20 km stylem dowolnym, a także wspólnie ze Swietłaną Nagiejkiną, Niną Gawriluk i Anfisą Riezcową triumfowała w sztafecie. Zdobyła też srebrny medal w biegu na 5 km techniką klasyczną, w którym uległa jedynie Fince Marjo Matikainen. W ostatnim ze swoich czterech startów zajęła 5. miejsce w biegu na 10 km stylem klasycznym.
W 1985 r. zadebiutowała na mistrzostwach świata zdobywając wraz z Raisą Smietaniną, Liliją Wasilczenko i Anfisą Romanową złoty medal w sztafecie podczas mistrzostw w Seefeld in Tirol. Kolejne dwa medale zdobyła na mistrzostwach świata w Lahti. Razem z Juliją Szamszuriną, Raisą Smietaniną i Jeleną Välbe zdobyła srebrny medal w sztafecie. Zdobyła także brązowy medal w biegu na 15 km techniką dowolną, gdzie uległa jedynie zwyciężczyni, swej rodaczce Jelenie Välbe oraz drugiej na mecie Fince Marjo Matikainen. Mistrzostwa świata w Val di Fiemme były ostatnimi w jej karierze. Wspólnie z Lubow Jegorową, Raisą Smietaniną i Jeleną Välbe wywalczyła złoty medal w sztafecie. Co więcej po raz kolejny zdobyła brązowy medal w biegu na 15 km stylem dowolnym. Bieg ten tak jak dwa lata wcześniej wygrała Välbe, a druga była tym razem Szwedka Marie-Helene Östlund.
Najlepsze wyniki w Pucharze Świata osiągnęła w sezonie 1988/1989, kiedy to zajęła 3. miejsce w klasyfikacji generalnej. Łącznie 10 razy stawała na podium zawodów Pucharu Świata, w tym 2 razy zwyciężała. W 1991 r. postanowiła zakończyć karierę.
Po zakończeniu kariery Tichonowa pracowała jego trenerka biegów narciarskich w ojczystych stronach, w Udmurcji.

## Osiągnięcia

### Igrzyska olimpijskie
| Miejsce | Dzień     | Rok  | Miejscowość | Konkurencja             | Czas biegu | Strata | Zwyciężczyni     |
| ------- | --------- | ---- | ----------- | ----------------------- | ---------- | ------ | ---------------- |
| 5.      | 14 lutego | 1988 | Calgary     | 10 km stylem klasycznym | 30:08,3    | +30,6  | Vida Vencienė    |
| 2.      | 17 lutego | 1988 | Calgary     | 5 km stylem klasycznym  | 15:04,0    | +1,3   | Marjo Matikainen |
| 1.      | 21 lutego | 1988 | Calgary     | Sztafeta 4 × 5 km       | 59:51,1    | -      | -                |
| 1.      | 25 lutego | 1988 | Calgary     | 20 km stylem dowolnym   | 55:33,6    | –      | –                |

### Mistrzostwa świata
| Miejsce | Dzień       | Rok  | Miejscowość      | Konkurencja           | Czas biegu | Strata  | Zwyciężczyni   |
| ------- | ----------- | ---- | ---------------- | --------------------- | ---------- | ------- | -------------- |
| 1.      | 23 stycznia | 1985 | Seefeld in Tirol | Sztafeta 4 × 5 km     | 1:04:50,1  | -       | -              |
| 3.      | 19 lutego   | 1989 | Lahti            | 10 km stylem dowolnym | 27:04,5    | +54,3   | Jelena Välbe   |
| 2.      | 23 lutego   | 1989 | Lahti            | Sztafeta 4 × 5 km     | 54:49,8    | +7,1    | Finlandia      |
| 11.     | 25 lutego   | 1989 | Lahti            | 30 km stylem dowolnym | 1:29:59,7  | +3:12,4 | Jelena Välbe   |
| 3.      | 10 lutego   | 1991 | Val di Fiemme    | 10 km stylem dowolnym | 28:25,9    | +40,6   | Jelena Välbe   |
| 1.      | 14 lutego   | 1991 | Val di Fiemme    | Sztafeta 4 × 5 km     | 55:36,6    | -       | -              |
| 11.     | 16 lutego   | 1991 | Val di Fiemme    | 30 km stylem dowolnym | 28:25,9    | ?       | Lubow Jegorowa |

### Mistrzostwa świata juniorów
| Miejsce | Dzień    | Rok  | Miejscowość | Konkurs                 | Wynik   | Strata | Zwyciężczyni    |
| ------- | -------- | ---- | ----------- | ----------------------- | ------- | ------ | --------------- |
| 2.      | 3 lutego | 1984 | Trondheim   | 10 km stylem klasycznym | 32:48,5 | +25,4  | Anfisa Romanowa |
| 2.      | 5 lutego | 1984 | Trondheim   | Sztafeta 3 × 5 km       | 52:27,8 | +2,2   | Norwegia        |

### Puchar Świata

#### Miejsca w klasyfikacji generalnej
- sezon 1984/1985: 15.
- sezon 1985/1986: 23.
- sezon 1987/1988: 4.
- sezon 1988/1989: 3.
- sezon 1989/1990: 7.
- sezon 1990/1991: 7.
- sezon 1991/1992: 26.

#### Zwycięstwa w zawodach
| Nr | Dzień      | Rok  | Miejscowość | Konkurencja           | Czas biegu |
| -- | ---------- | ---- | ----------- | --------------------- | ---------- |
| 1. | 16 grudnia | 1987 | Bohinj      | 10 km stylem dowolnym | ?          |
| 2. | 25 lutego  | 1988 | Calgary     | 20 km stylem dowolnym | 55:33,6    |

#### Miejsca na podium
| Nr  | Dzień      | Rok  | Miejscowość   | Konkurencja            | Czas biegu | Strata | Miejsce | Zwycięzca               |
| --- | ---------- | ---- | ------------- | ---------------------- | ---------- | ------ | ------- | ----------------------- |
| 1.  | 16 grudnia | 1987 | Bohinj        | 10 km stylem dowolnym  | ?          | -      | 1       | -                       |
| 2.  | 17 lutego  | 1988 | Calgary       | 5 km stylem klasycznym | 15:04,0    | +1,3   | 2       | Marjo Matikainen        |
| 3.  | 25 lutego  | 1988 | Calgary       | 20 km stylem dowolnym  | 55:33,6    | –      | 1       | -                       |
| 4.  | 10 grudnia | 1988 | La Feclaz     | 5 km stylem dowolnym   | ?          | ?      | 2       | Alžběta Havrančíková    |
| 5.  | 19 lutego  | 1989 | Lahti         | 10 km stylem dowolnym  | 27:04,5    | +54,3  | 3       | Jelena Välbe            |
| 6.  | 4 marca    | 1989 | Oslo          | 20 km łączony          | ?          | ?      | 2       | Marja-Liisa Kirvesniemi |
| 7.  | 11 marca   | 1989 | Falun         | 15 km stylem dowolnym  | ?          | ?      | 2       | Jelena Välbe            |
| 8.  | 8 grudnia  | 1990 | Tauplitzalm   | 10+15 km pościgowy     | ?          | ?      | 3       | Stefania Belmondo       |
| 9.  | 10 lutego  | 1991 | Val di Fiemme | 10 km stylem dowolnym  | 28:25,9    | +40,6  | 3       | Jelena Välbe            |
| 10. | 9 marca    | 1991 | Falun         | 15 km stylem dowolnym  | ?          | ?      | 2       | Jelena Välbe            |